# Рощук Ігор Леонтійович
Рощук Ігор Леонтійович — український письменник.

## Біографія
Народився 19 вересня 1931 р. в м. Жмеринці Вінницької області в родині військового інженера. Справжнє прізвище — Книш.
Працював кіномеханіком, електромонтером, радіотехніком.
Пише українською та російською мовами.
Автор повістей «Шляхи до життя» (1960), «Павутиння» (1961); 
книг «Бита карта» (1964), «Оголошується розшук» (1969), «Объявляется розыск» (доповнене, 1964), «Справа підлягає особливому розгляду» (1980), «Дело подлежит особому расследованию» (доповнене, 1982, 1988);
сценарію художнього фільму «Опасные друзья» (Мосфильм, 1979).
Член Спілки письменників з 1982 р.
Твори І. Л. Рощука видавалися латвійською та угорською мовами.
Помер 1997 року.

## Нагороди
На Всесоюзному конкурсі, оголошеному Міністерством оборони СРСР та Спілкою письменників СРСР, книга «Объявляется розыск» була відзначена Почесною грамотою.
Сценарій художнього фільму  «Опасные друзья» відзначено Почесною грамотою МВС СРСР.